# Куганацька сільська рада
Кугана́цька сільська рада (рос. Куганакский сельский совет) — муніципальне утворення у складі Стерлітамацького району Башкортостану, Росія. Адміністративний центр — село Великий Куганак.

## Населення
Населення — 3160 осіб (2019, 3243 в 2010, 3466 в 2002).

## Склад
До складу поселення входять такі населені пункти:
| Населений пункт       | Населення, осіб (2002) | Населення, осіб (2010) |
| --------------------- | ---------------------- | ---------------------- |
| Березовка, присілок   | 27                     | 3                      |
| Великий Куганак, село | 2574                   | 2368                   |
| Покровка, село        | 804                    | 843                    |
| Усть-Зіган, присілок  | 51                     | 19                     |
| Хрипуновський, хутір  | 10                     | 10                     |